# Rafael Gallardo García
Rafael Gallardo García O.S.A. (Yuriria, Guanajuato, 28 de octubre de 1927-30 de enero de 2021) fue un sacerdote agustino y obispo católico mexicano que fungió como obispo de la Diócesis de Linares (1974-1987) y obispo de Tampico (1987-2003) año en que se retiró siendo a partir de entonces obispo emérito de Tampico hasta su fallecimiento.

## Biografía
Rafael Gallardo nació en Yuriria, Guanajuato, el 28 de octubre de 1927.
Recibió el orden sacerdotal en Roma, Italia en la Basílica de San Juan de Letrán el 8 de abril de 1950. El 25 de septiembre de 1974 fue consagrado como tercer Obispo de la diócesis de Linares; el papa San Juan Pablo II lo nombró Obispo de Tampico el 21 de mayo de 1987, se retiró de la diócesis el 27 de diciembre de 2003 y falleció el 30 de enero de 2021 por causas naturales.